# Anthobembix
Anthobembix es un género con ocho especies de plantas de flores perteneciente a la familia Monimiaceae. 

## Especies seleccionadas
- Anthobembix brassii A.C.Sm.
- Anthobembix dentatus Valeton
- Anthobembix hospitans Perkins
- Anthobembix ledermannii Perkins
- Anthobembix moszkowskii Perkins
- Anthobembix myrtifolia A.C.Sm.
- Anthobembix oligantha Perkins
- Anthobembix parvifolia Perkins